# Seeth-Ekholt
Seeth-Ekholt è un comune di 830 abitanti dello Schleswig-Holstein, in Germania.
Appartiene al circondario (Kreis) di Pinneberg (targa PI) ed è parte della comunità amministrativa (Amt) di Elmshorn-Land.